# デウソン神戸
デウソン神戸（デウソンこうべ、英: DEUÇÃO KOBE）は、兵庫県神戸市をホームタウンとして、F.LEAGUEに所属しているフットサルクラブである。監督は元日本代表江藤正博。

## 歴史
1993年7月1日設立。2000年11月6日にセレゾン・プロジェクト有限会社として法人化。  
2006年、当時兵庫県トップリーグに所属していた「セレゾン神戸フットサルクラブ」と東海フットサルリーグ所属の「セレゾン浜松フットサルクラブ」、京都府1部リーグの「リンドバロッサ」の3チームが提携し、「セレゾン神戸フットサルクラブ」を設立。2007年1月24日、「デウソン神戸」への改名を発表した。日本フットサルリーグへの申請時の名称はセレゾン神戸フットサルクラブであった。
チーム名の由来は神戸の「神」からラテン語のDEUS（デウス）をベースに用い、神戸にかつて多数あった「荘園」を組み合わせた造語。国際貿易港である神戸の土地に神が舞い降りて、古くからの伝統を受継ぎ、世界に飛躍するチームを目指すという意味が込められている。 
2007年9月、Fリーグ開幕節において、名古屋オーシャンズから引き分けによる勝ち点1を奪った。その後は事前の予想を覆して勝ち点を積み上げ、名古屋オーシャンズ、バルドラール浦安に次ぐ、年間成績第3位で初年度の2007年シーズンを終えた。
2008年には、4月に育成組織となる「デウソン神戸・アスピランチ」を設立。アスピランチは兵庫県ミドルリーグに参戦し、前期リーグを1位で通過、後期リーグにおいても全勝して総合優勝を果たした。トップチームは、代表経験の豊富な比嘉リカルド、パワープレイを主眼として、ロングキックの技能のあるゴレイロ杉山哲一を名古屋オーシャンズからそれぞれ獲得した。2008年シーズンは2シーズン連続で3位。全日本フットサル選手権は前回大会のベスト8を上回って第3位の成績を収めた。
2018年1月18日、Fリーグが2018-2019シーズンから2部制を導入するにあたって新設されるFリーグディビジョン2（F2）へ参加することが決定した
2019年4月1日、一般社団法人神戸フットサルスポーツクラブが運営法人となり、兵庫県・神戸市に根付いたフットサルを通じた地域社会貢献クラブとしての取り組みを推進している。
2023年4月11日、2023年度Fクラブライセンスが不交付となったと発表され、2023-2024シーズンのカップ戦及びリーグ戦への参加が不可となった。
2024年1月29日、クラブを再編し旧サテライトチームであったデウソン神戸アスピランチを元に、Fリーグから2024-25年Fクラブライセンスが発給、2024-25シーズンからFリーグに復帰することとなる。旧トップチーム経営陣は視覚障碍者フットサルチームのデウソン神戸ロービジョンを運営している。

## チーム成績
| 年度    | 所属    | 勝点 | 試合 | 勝利 | 引分 | 敗戦 | 得点 | 失点 | 得失 | 順位 |
| ------- | ------- | ---- | ---- | ---- | ---- | ---- | ---- | ---- | ---- | ---- |
| 2007-08 | Fリーグ | 34   | 21   | 9    | 7    | 5    | 54   | 46   | +8   | 3位  |
| 2008-09 | Fリーグ | 37   | 21   | 12   | 1    | 8    | 70   | 51   | +19  | 3位  |
| 2009-10 | Fリーグ | 34   | 27   | 8    | 10   | 9    | 66   | 63   | +3   | 7位  |
| 2010-11 | Fリーグ | 48   | 27   | 14   | 6    | 7    | 95   | 79   | +16  | 2位  |
| 2011-12 | Fリーグ | 45   | 27   | 14   | 3    | 10   | 74   | 53   | +21  | 3位  |
| 2012-13 | Fリーグ | 42   | 27   | 12   | 6    | 9    | 80   | 64   | +16  | 5位  |
| 2013-14 | Fリーグ | 56   | 36   | 17   | 5    | 14   | 113  | 111  | +2   | 4位  |
| 2014-15 | Fリーグ | 38   | 33   | 10   | 8    | 15   | 90   | 98   | -8   | 9位  |
| 2015-16 | Fリーグ | 29   | 33   | 8    | 5    | 20   | 76   | 105  | -29  | 9位  |
| 2016-17 | Fリーグ | 42   | 33   | 12   | 6    | 15   | 102  | 119  | -17  | 7位  |
| 2017-18 | Fリーグ | 21   | 33   | 4    | 9    | 20   | 60   | 117  | -57  | 11位 |

## 2024-25シーズン所属選手
注：選手の国籍表記はFIFAの定めた代表資格ルールに基づく。
| No. | Pos. |      | 選手名     |
| --- | ---- | ---- | ---------- |
| 1   | GK   | 日本 | 江波戸紘之 |
| 2   |      | 日本 | 森本碧     |
| 3   |      | 日本 | 樋口未樹也 |
| 4   |      | 日本 | 西田幸太郎 |
| 5   |      | 日本 | 藤本健人   |
| 6   |      | 日本 | 上村凜太郎 |
| 7   |      | 日本 | 上杉友希   |
| 8   |      | 日本 | 髙月健新   |
| 9   |      | 日本 | 宮司大河   |

| No. | Pos. |      | 選手名   |
| --- | ---- | ---- | -------- |
| 10  |      | 日本 | 中尾真樹 |
| 11  |      | 日本 | 林凌馬   |
| 12  | GK   | 日本 | 矢内大介 |
| 13  |      | 日本 | 松村泰平 |
| 14  |      | 日本 | 佐川裕己 |
| 15  |      | 日本 | 牛越晶   |
| 17  |      | 日本 | 吉野雄大 |
| 18  |      | 日本 | 芋縄翔希 |
| 19  |      | 日本 | 早川優志 |

- 監督 :  江藤正博

## 記録

### 個人記録
- Fリーグ通算100ゴール
  - 伊藤雅範（2007年10月27日・第6節 vsステラミーゴいわて花巻）
- Fリーグ通算200ゴール
  - 田中智基（2007年11月23日・第10節 vsペスカドーラ町田）
- Fリーグ通算400ゴール
  - 脇真太郎（2008年1月20日・第17節 vsバルドラール浦安）

## ユニフォーム

### クラブカラー
- グリーン